# Micropolypodium setulosum
Micropolypodium setulosum là một loài dương xỉ trong họ Polypodiaceae. Loài này được Rosenst. A.R. Sm. mô tả khoa học đầu tiên năm 1992.